# Taining
Taining är ett härad som ingår i staden Sanming på prefekturnivå i provinsen Fujian i sydöstra Kina.
Under första hälften av 1930-talet var Taining bland de härad som kontrollerades av den Kinesiska sovjetrepubliken.

## Administrativ indelning
Taining är indelat i tre köpingar och sex socknar.
Köpingar (zhen):

- Shancheng (杉城镇)
- Xiaqu (下渠镇)
- Zhukou (朱口镇)

Socknar (xiang):

- Dalong (大龙乡)
- Datian (大田乡)
- Kaishan (开善乡)
- Meikou (梅口乡)
- Shangqing (上青乡)
- Xinqiao (新桥乡)